# Lijst van leden van de Kantonsraad van Zwitserland uit het kanton Vaud

Vlag van Vaud.

Dit artikel bevat een lijst van leden van de Kantonsraad van Zwitserland uit het kanton Vaud.
Vaud heeft zoals de meeste kantons twee vertegenwoordigers in de Kantonsraad.

## Lijst
| Naam                     | Partij/fractie      | Ambtsperiode                  | Geboren | Overleden |
| ------------------------ | ------------------- | ----------------------------- | ------- | --------- |
| Louis Wenger             | linkse radicalen    | 1848-1849 1855-1861           | 1809    | 1861      |
| François Briatte         | linkse radicalen    | 1848-1853 1856-1862 1864-1867 | 1805    | 1877      |
| Emmanuel-David Bourgeois | linkse radicalen    | 1849-1851                     | 1803    | 1865      |
| Jules Martin             | linkse radicalen    | 1851-1852                     | 1824    | 1875      |
| Henri Reymond            | linkse radicalen    | 1852-1853                     | 1819    | 1879      |
| Auguste Rogivue          | linkse radicalen    | 1853                          | 1812    | 1869      |
| Constant Fornerod        | linkse radicalen    | 1853-1855                     | 1819    | 1899      |
| Gustave Jaccard          | gematigde liberalen | 1854-1855                     | 1809    | 1881      |
| Xavier Gottofrey         | linkse radicalen    | 1862                          | 1802    | 1868      |
| Jeannot de Crousnaz      | gematigde liberalen | 1862-1863                     | 1822    | 1883      |
| Jules Eytel              | linkse radicalen    | 1862-1863                     | 1817    | 1873      |
| Auguste de Loës          | gematigde liberalen | 1863-1864                     | 1802    | 1883      |
| Jules Roguin             | gematigde liberalen | 1863-1874                     | 1823    | 1908      |
| Charles Estoppey         | linkse radicalen    | 1867-1873 1875-1888           | 1820    | 1888      |
| Louis Bonjour            | linkse radicalen    | 1873-1875                     | 1823    | 1875      |
| Antoine Vessaz           | linkse radicalen    | 1875-1878                     | 1833    | 1911      |
| Victor Debonneville      | linkse radicalen    | 1878-1880                     | 1829    | 1902      |
| Jules Brun               | linkse radicalen    | 1880-1881                     | 1832    | 1898      |
| Alphonse Bory            | linkse radicalen    | 1881-1887                     | 1838    | 1891      |
| Marc-Émile Ruchet        | FDP/PRD             | 1887-1899                     | 1853    | 1912      |
| Adolphe Jordan           | FDP/PRD             | 1888-1896                     | 1845    | 1900      |
| Donat Golaz              | FDP/PRD             | 1894-1900                     | 1852    | 1900      |
| Alfred Aubert            | FDP/PRD             | 1900-1901                     | 1859    | 1923      |
| Adrien Thélin            | FDP/PRD             | 1900-1917                     | 1842    | 1922      |
| Henri Simon              | FDP/PRD             | 1901-1928                     | 1868    | 1932      |
| Émile Dind               | FDP/PRD             | 1917-1931                     | 1855    | 1932      |
| Norbert Bosset           | FDP/PRD             | 1928-1947                     | 1883    | 1969      |
| Louis Chamorel           | FDP/PRD             | 1931-1943                     | 1879    | 1966      |
| Gabriel Despland         | FDP/PRD             | 1943-1967                     | 1901    | 1983      |
| Frédéric Fauquex         | LPS/PLS             | 1945-1963                     | 1898    | 1976      |
| Louis Guisan             | LPS/PLS             | 1963-1975                     | 1911    | 1998      |
| Jean-Pierre Pradervand   | FDP/PRD             | 1967-1975                     | 1908    | 1996      |
| Jacques Morier-Genoud    | SP/PS               | 1975-1979                     | 1934    |           |
| Édouard Debétaz          | FDP/PRD             | 1975-1987                     | 1917    | 1999      |
| Hubert Reymond           | LPS/PLS             | 1979-1995                     | 1938    |           |
| Yvette Jaggi             | SP/PS               | 1987-1991                     | 1941    |           |
| Jacques Martin           | FDP/PRD             | 1991-1999                     | 1933    | 2005      |
| Éric Rochat              | LPS/PLS             | 1995-1999                     | 1948    |           |
| Michel Béguelin          | SP/PS               | 1999-2007                     | 1936    |           |
| Christiane Langenberger  | FDP/PRD             | 1999-2007                     | 1941    | 2015      |
| Luc Recordon             | GPS/PES             | 2007-2015                     | 1955    |           |
| Géraldine Savary         | SP/PS               | 2007-2019                     | 1968    |           |
| Olivier Français         | FDP/PLR             | 2015-2023                     | 1955    |           |
| Adèle Thorens Goumaz     | GPS/PES             | 2019-2023                     | 1971    |           |
| Pierre-Yves Maillard     | SP/PS               | 2023-                         | 1968    |           |
| Pascal Broulis           | FDP/PLR             | 2023-                         | 1965    |           |

Afkortingen
- FDP/PLR: Vrijzinnig-Democratische Partij.De Liberalen
- FDP/PRD: Vrijzinnig-Democratische Partij, voorloper van de FDP/PLR
- GPS/PES: Groene Partij van Zwitserland
- LPS/PLS: Liberale Partij van Zwitserland
- SP/PS: Sociaaldemocratische Partij van Zwitserland

Bondsraad
Lijst van leden van de Zwitserse Bondsraad · 
Lijst van bondspresidenten van Zwitserland
Nationale Raad
Aargau · 
Appenzell Ausserrhoden · 
Appenzell Innerrhoden · 
Basel-Landschaft · 
Basel-Stadt · 
Bern · 
Fribourg · 
Genève · 
Glarus · 
Graubünden · 
Jura

Luzern · 
Neuchâtel · 
Nidwalden · 
Obwalden · 
Sankt Gallen · 
Schaffhausen · 
Schwyz · 
Solothurn · 
Thurgau · 
Ticino · 
Uri · 
Vaud · 
Wallis · 
Zug · 
Zürich
1983-1987 · 
1987-1991 · 
1991-1995 · 
1995-1999 · 
1999-2003 · 
2003-2007 · 
2007-2011 · 
2011-2015 · 
2015-2019 · 
2019-2023 · 
2023-2027
Voorzitters
Kantonsraad
Aargau · 
Appenzell Ausserrhoden · 
Appenzell Innerrhoden · 
Basel-Landschaft · 
Basel-Stadt · 
Bern · 
Fribourg · 
Genève · 
Glarus · 
Graubünden · 
Jura

Luzern · 
Neuchâtel · 
Nidwalden · 
Obwalden · 
Sankt Gallen · 
Schaffhausen · 
Schwyz · 
Solothurn · 
Thurgau · 
Ticino · 
Uri · 
Vaud · 
Wallis · 
Zug · 
Zürich
1983-1987 · 
1987-1991 · 
1991-1995 · 
1995-1999 · 
1999-2003 · 
2003-2007 · 
2007-2011 · 
2011-2015 · 
2015-2019 · 
2019-2023 · 
2023-2027
Voorzitters